# Kalandfilm
A kalandfilm a mozgókép történetének egyik népszerű műfaja.
Noha a műfaj nem definiálható egyértelműen, a kalandfilm általában a múltban játszódik, vagy néha fantáziavilágban. Jellemző rá a kardvívás és – a modern akciófilmekkel ellentétben, melyek városokban játszódnak drogbárókkal és terroristákkal küzdő főhőssel – gyakran romantika is átszövi. Népszerű alapanyagok a kalandfilmhez: Robin Hood, Zorro, kalózok vagy Alexandre Dumas regényei.
A műfaj valószínűleg az 1930-as és 1940-es években élte hollywoodi fénykorát, mikor olyan filmek készültek, mint a Blood kapitány, a Robin Hood és a Zorro jele; Errol Flynn és Tyrone Power színészek erősen azonosultak a kalandhős-típussal.
A zsáner időszakos fellendüléseken ment át az 1950-es évek óta. Az olyan figurák, mint Robin Hood, többször került újra reflektorfénybe egy-egy új generációnak. A kalandfilm ezen újrafelfedezései közül néhány sikerre talált, úgymint a Robin Hood, a tolvajok fejedelme (1991), míg mások súlyos kudarcnak bizonyultak, mint például A jamaicai kalóz (1976). Az elveszett frigyláda fosztogatói (1981) sikere számos hasonszőrű produkciónak adott utat, azonban ezek többnyire megbuktak.
Nem ritka, hogy a kaland műfaj más kategóriával egyesül egy-egy filmben. Ilyen a Csillagok háborúja (1977), amiben megtalálhatók a tudományos-fantasztikus jellemzők mellett a kalandfilm ismérvei, vagy A múmia (1999), mely nem szűkölködik a horrorelemekben a kaland mellett.
Népszerű kalandfilm-koncepciók:
- Egy törvényen kívüli személy az igazságért harcol, avagy egy zsarnokkal (Robin Hood, Zorro)
- Kalózok (Blood kapitány, A Karib-tenger kalózai)
- Elveszett város vagy elrejtett kincs keresése (Salamon király kincse, Indiana Jones)

## Néhány jelentős kalandfilm
- Zorro jele (1920)
- Blood kapitány (1935)
- Salamon király kincse / Salamon király bányái (1937), (1950), (1985)
- A zendai fogoly (1937) és (1952)
- Robin Hood (1938)
- Hét tenger ördöge (1940)
- A fekete hattyú (1942)
- A Sierra Madre kincse (1948)
- Afrika királynője (1951)
- The Crimson Pirate (1952)
- Scaramouche (1952)
- A Csillagok háborúja-filmek (1977-2005)
- Az Indiana Jones-filmek (1981-2008)
- A smaragd románca (1984)
- Kincsvadászok (1985)
- A herceg menyasszonya (1987)
- Robin Hood, a tolvajok fejedelme (1991)
- Rocketeer (1991)
- A múmia-filmek (1999-2008)
- A Gyűrűk Ura-trilógia (2001-2003)
- Hős (2002)
- A Karib-tenger kalózai-trilógia (2003-2007)
- A Hihetetlen család (2004)
- Sky kapitány és a holnap világa (2004)
- A titkok könyvtára-filmek (2004-2006)
- A nemzet aranya (2004-2007)
- Szahara (2005)
- A Zorro-filmek
- id. Alexandre Dumas regényeinek különböző változatai, köztük a Monte Cristo grófja, A három testőr, avagy a királyné gyémántjai, A négy testőr, avagy a Milady bosszúja és A Vasálarcos.
- Az elveszett ereklyék fosztogatói című filmsorozat
- Xena: A harcos hercegnő című filmsorozat
- Herkules című filmsorozat

## Népszerű kalandfilm-készítők
- Kertész Mihály
- Steven Spielberg
- George Lucas
- Peter Jackson
- John Huston
- Raoul Walsh
- Robert Zemeckis